# 小川京子
小川 京子（おがわ きょうこ、1934年8月1日 - ）は、日本のピアニスト。桐朋学園大学名誉教授。
夫は音楽学者の海老沢敏。

## 経歴
北海道小樽市に生まれ、札幌市で育つ。東京藝術大学に進んで、井口秋子やハンス・カンの下で学び、1952年の第21回毎日音楽コンクール（後の日本音楽コンクール）のピアノ部門で入選し、以降、第25回、第26回にも入選した。東京藝術大学卒業後、ウィーン国立音楽アカデミー（後のウィーン国立音楽大学）へ留学し、ブルーノ・ザイドルホーファー (Bruno Seidlhofer) などに師事し、1960年に卒業した。
帰国後の演奏活動では、モーツァルトの演奏で知られるが、そのほかにもルートヴィヒ・シュッテのピアノ協奏曲の世界初録音、フランツ・クサーヴァー・モーツァルトのピアノ協奏曲の日本初演など、演奏機会の少ないピアノ曲に対する取り組みでも高く評価されている。
桐朋学園大学音楽学部教授として永く教育にもたずさわり、退職後に名誉教授となった。

## おもなディスコグラフィ
- シューベルト：ピアノ曲集 - 1997年
- シューベルト 最後のソナタ - 2000年
- モーツァルト 超越の響き 小川京子 モーツァルト:クラヴィーア曲集 - 2001年
- ウィーン幻想 シューベルトとベルクの世界 - 2003年
- シュッテ：ピアノ協奏曲2004 - 2004年
- モーツァルト（チェルニーによるピアノ独奏用編曲版）レクイエムK.6262012 - 2012年